# 采爾巴赫河 (阿特爾河支流)
48°1′18.05″N 12°5′16.60″E / 48.0216806°N 12.0879444°E
采爾巴赫河是德國的河流，位於該國東南部，由巴伐利亞負責管轄，屬於阿特爾河的左支流，河道全長8公里，流域面積36.3平方公里。